# Familie Van Zwollem (Suske en Wiske)
De heer Van Zwollem is een personage uit de stripreeks van Suske en Wiske. Hij is een wat oudere man die samen met zijn mooie dochter Anne-Marie op een kasteel ergens in de buurt van de hoofdpersonen woont. De twee personages maakten hun debuut in Het sprekende testament (1957), waarna ze met enige regelmaat in de strip zijn blijven terugkomen.

## Verhaallijnen
Van Zwollem is in de verhalen waarin hij voorkomt meestal geestesziek, hij lijdt aan een speelgoedcomplex en is dan constant bezig met allerlei erg kinderlijke spelletjes. Dit is het gevolg van een trauma dat hij ooit opliep toen zwendelaars er met zijn fortuin vandoor gingen. Van Zwollem komt door deze afwijking regelmatig in aanvaring met zijn omgeving. Tijdens zijn eerste ontmoeting met Lambik en Wiske wordt hij door hen in eerste instantie voor een gevaarlijk iemand aangezien. Anne-Marie is in Het Sprekende Testament de concurrente van Lambik in een levensgevaarlijke rally met als prijs een fortuin van een erfgenaam van de notaris. Ze is hierbij als kat vermond.

### Het kasteel
Van Zwollem en Anne-Marie wonen op een mooi kasteel ergens in de Kempen, waar Van Zwollem liefdevol wordt verzorgd door zijn dochter. Enkele feiten over het kasteel:
- Lambik koopt in Het sprekende testament het kasteel van de Van Zwollems nadat hij een fortuin heeft geërfd. Er ontstaat in eerste instantie een hevige twist, omdat de Van Zwollems het kasteel eigenlijk helemaal niet wilden verkopen. Als Lambik erachter komt dat vader en dochter op het kasteel zieke kinderen wilden gaan verzorgen, schenkt hij hun het kasteel weer terug.
- Het kasteel wordt later omgevormd tot Zwollemhof, een centrum voor psychotherapie (zie De zwijgende Zwollem).  Ook in Het lederen monster is het kasteel met het landgoed omgevormd tot een centrum voor psychotherapie.
- Op het kasteel woonde ooit een tovenaar die mensen lokte, als de mensen het kasteel verlieten waren ze een slecht mens geworden. De tovenaar liet een dagboek na (zie De gladde glipper) en Van Zwollem wil dit zoeken om zelf een betere dief te worden.
- Het kasteel werd in 1798 gebruikt door de Franse generaal Chabert en zijn mannen (zie opnieuw De gladde glipper).
- Er blijkt nog een kasteel op hetzelfde landgoed te hebben gestaan (zie De kaartendans), waar ooit een tovenaar woonde die zijn speelkaarten tot leven wekte. Dit kasteel is afgezonken in de bodem van de vijver op het landgoed. In een boek staat een aantekening over markies Matuvu, die in 1717 een speelkaart op de vijver zag drijven.
- In De tijdbobijn is het kasteel een bejaardentehuis geworden, waar De Snor (de vader van tante Sidonia) wordt opgenomen.

## Verhalen en personages
Van Zwollem speelt in de verhalen door zijn aandoening allerlei bekende personages na:
- Het sprekende testament: Davy Crockett (stripfiguur van Don Lawrence), de Zwarte Ridder en een piraat
- Het vliegende bed: Viking, Sherlock Holmes en De Wreker
- De klankentapper: politieagent en een saboteur in zijn spelletje Staking, een spion en een man met uilenmasker
- De kaartendans: markies uit 18e eeuw en ruimtevaarder
- De gladde glipper: dief op zoek naar het dagboek van een tovenaar die mensen slecht maakte
- De goalgetter: detective
- De ongelooflijke Thomas
- De toetercup: van Zwollem daagt Lambik uit voor een autorace
- De tijdbobijn: chief Tikkende eekhoorn (opperhoofd der Stinkvoeten), Moussaka de Eerste, ridder Von Zwollemnus, inspecteur Pwarro[2]
- De stralende staf: hulpsint en zijn dochter zwarte piet
- Het lederen monster: Van Zwollem is keizer Quetch Nyhu Quaad en de vrienden verschijnen in nog meer vormen om een bekende voetballer op in het centrum voor psychotherapie te helpen.
- De zwijgende Zwollem: Van Zwollem's verbeeldingskracht is uit zijn lichaam gehaald door hypnose, wat voor veel problemen zorgt.
- De Kronieken van Amoras: Van Zwollem speelt ook een rol in het vijfde deel van deze spin-off-reeks (getekend door Charel Cambré)
- De maffe markies: Van Zwollem denkt hier "de Fakkelman" te zijn
- De ludieke les: Van Zwollem en zijn dochter zorgen hier voor chaos tijdens een verkeersles
- In De zoevende zusters komt Anne-Marie voor.
- De anonieme alchemist: Van Zwollem wil zichzelf met de teletijdmachine naar de tijd van Bruegel flitsen (maar dit mislukt).

## Varia
- In de Friese vertaling van De goalgetter wordt Anne-Marie van Zwollem Welmoed van Swichum genoemd.